# St. Laurentius (St. Lorenzen ob Eibiswald)

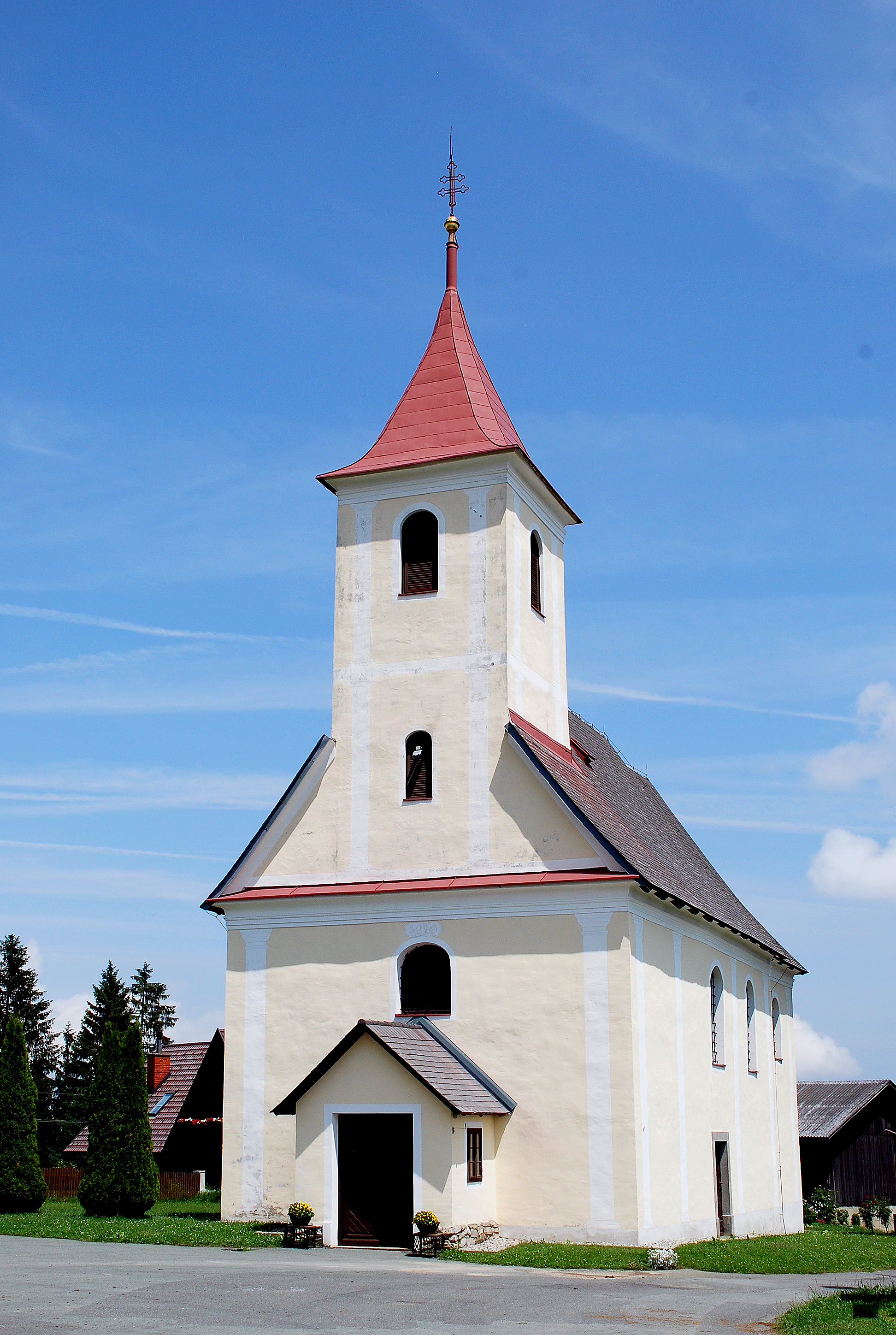
Die Kirche im Juni 2011

Die Kirche hl. Laurentius ist eine römisch-katholische Pfarrkirche in der Gemeinde Eibiswald in der Steiermark. Ihre Geschichte reicht bis in das Ende des 14. Jahrhunderts zurück. Die Kirche gehörte bis Ende August 2018 zum dann aufgelösten Dekanat Deutschlandsberg in der Diözese Graz-Seckau, seit Auflassung dieses Dekanates liegt sie im Seelsorgeraum Südweststeiermark.

## Standort
Die Kirche steht in Sankt Lorenzen, einer Katastralgemeinde von Eibiswald.

## Geschichte
Die erste urkundliche Erwähnung des Sakralbaus erfolgte im Jahr 1399. Die gegenwärtige Form der Kirche stammt aus der Zeit um 1670 und wurde ihr vermutlich von Jakob Schmerlaib verliehen. Bis 1790 war sie eine Filialkirche der Eibiswalder Pfarrkirche. Im Jahr 1946 wurde die Kirche restauriert und von Albin Reiter ausgemalt.

## Beschreibung

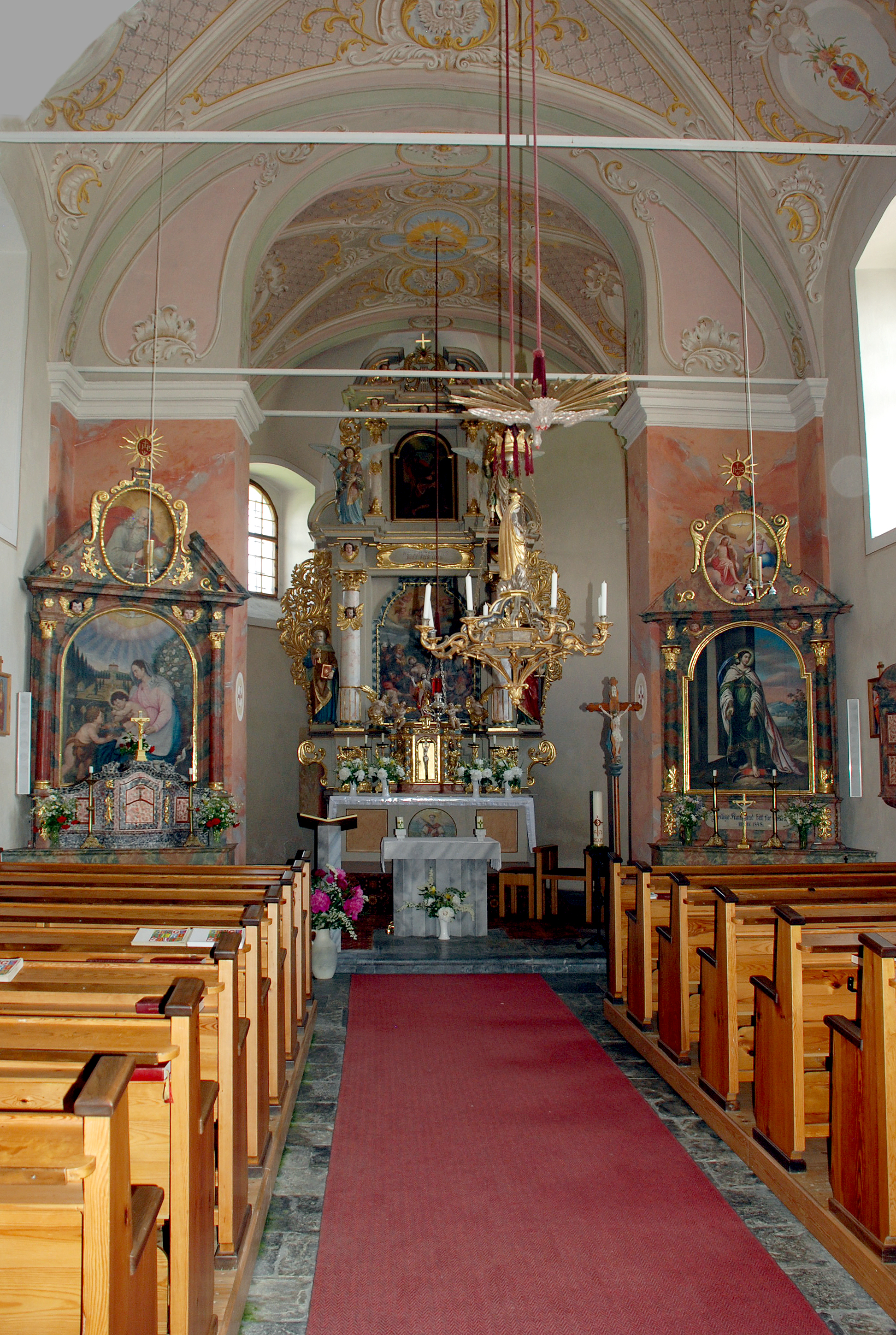
Das Innere der Kirche im Juni 2011

Der Fassadenturm mit Zeltdach befindet sich im westlichen Teil der Kirche und wurde nach einem Brand im Jahr 1807 verkürzt.
Das dreijochige Langhaus hat einen eingeschnürten Fronbogen, der leicht eingezogene, einjochige Chor einen abgerundeten Dreiachtelschluss. Sowohl das Langhaus, als auch der Chor werden von einem auf flachen Wandpfeilern sitzenden Kreuzgratgewölbe mit Gurtbögen überspannt. Die Sakristei befindet sich nördlich des Chores. Im westlichen Teil des Langhauses befindet sich eine dreiachsige, zweigeschoßige Empore.
Der mit Laubwerkwangen versehene Hochaltar stammt aus dem vierten Viertel des 17. Jahrhunderts. Auf dem Altar stehen zwei von Jakob Gschiel im Jahr 1876 angefertigte Statuen der Heiligen Petrus und Paulus. Das Tabernakel wurde in der Mitte des 18. Jahrhunderts aufgestellt. Die einfachen Seitenaltäre stammen aus der Mitte des 17. Jahrhunderts und wurden zum Teil nachträglich verändert. Die Kanzel sowie ein Hängeleuchter mit einer Statue der Mutter Gottes sind im Stil der Neogotik gestaltet und stammen ursprünglich aus der Filialkirche hl. Leonhard in der Eben. Zusätzlich befindet sich ein übermaltes Bild der Maria mit Jesuskind und Johannes aus der ersten Hälfte des 17. Jahrhunderts im Kircheninnenraum.